# Borsczowia
Borsczowia là chi thực vật có hoa trong họ Amaranthaceae.